# Sadi Irmak
Mahmut Sadi Irmak (* 15. Mai 1904 in Seydişehir; † 11. November 1990 in Istanbul) war ein türkischer Politiker, Arzt und Übersetzer. Von 1974 bis 1975 war er Ministerpräsident.

## Leben
Geboren wurde Irmak in der Stadt Seydişehir in der Provinz Konya des Osmanischen Reichs. Nach Abschluss der Hochschule in Konya wurde er Lehrer für Biologie. Noch im selben Jahr gab er diese Beschäftigung auf und wechselte an die juristische Fakultät der Universität Istanbul.
1925 ging er nach Deutschland, um an der Friedrich-Wilhelms-Universität zu Berlin Biologie und Medizin zu studieren. Nach Beendigung des Studiums arbeitete Irmak als Assistenzarzt in Krankenhäusern in Hagen und Düsseldorf. Zurück in der Türkei lehrte er abermals Biologie. 1933 wurde er Doçent an der medizinischen Fakultät der Istanbuler Universität und 1939 Professor für Physiologie dort. Zwischen dem 7. Juni 1945 und 5. August 1946 diente er als Minister für Arbeit im Kabinett von Şükrü Saracoğlu. 1974 wurde er in den türkischen Senat gewählt und im selben Jahr vom Präsidenten Fahri Korutürk beauftragt, das 38. Kabinett zu bilden. Vom 16. November 1974 bis zum 31. März 1975 amtierte er als Ministerpräsident. Es gelang ihm jedoch nicht, das Vertrauensvotum des Parlaments zu erhalten. Nach dem Militärputsch am 12. September 1980 wurde er zum Präsidenten der Beratenden Versammlung gewählt. Er hatte dieses Amt vom 27. Oktober 1981 bis 4. Dezember 1983 inne.
Sadi Irmak hat Werke von Goethe, Schopenhauer und Nietzsche aus dem Deutschen ins Türkische übersetzt.